# Torsun & The Stereotronics
Torsun & The Stereotronics war eine 2021 gegründete Band um die beiden Ex-Egotronic-Musiker Torsun Burkhardt und Christian Schilgen sowie Burkhardts Frau Sina Synapse.

## Bandgeschichte
Nach dem vorläufigen Ende der Band Egotronic inklusive Abschiedstournee gründete Torsun Burkhardt zusammen mit seiner Ehefrau Sina Synapse und dem ebenfalls bei Egotronic spielenden Gitarristen Christian Schilgen ein neues Projekt namens Torsun & The Stereotronics. Für Torsun Burkhardt handelt es sich für einen Schritt weg vom Berufsmusiker hin zu eher privaten Projekten. Die neue Musik beeindruckte jedoch sein langjähriges Label Audiolith. Erste Single des Projekts wurde Alles neu.
Angekündigt wurde zunächst eine Deutschlandtour, die jedoch im März 2023 abgesagt werden musste. Torsun Burkhardt machte seine Krebsdiagnose öffentlich und begab sich in palliative Chemotherapie. In der Folge erschien die Single Songs to Discuss in Therapy. Die Single enthält die Möglichkeit, einen eigenen Part in den Song zu integrieren, indem man eine Tonaufnahme an die Musiker schickt.
Das gleichnamige Debütalbum erschien am 12. Mai 2023 über Audiolith Records. Am Veröffentlichungstag erschien außerdem die dritte Singleauskopplung D.A.R.E. Nachdem seine Chemotherapie kurzzeitig anschlägt, schöpfte Burkhardt neuen Mut zumindest etwas länger zu leben, und veröffentlichte mit Bonusleben einen neuen Song. Kurz danach ging es ihm jedoch wieder schlechter.
Burkhardt starb am 30. Dezember 2023 infolge seiner Erkrankung.

## Musikstil
Musikalisch handelt es sich bei dem ersten Album um eine Mischung aus Techno, Synthiepop, Computerspielmusik und Electropunk. Im Gegensatz zu den früheren Werken von Burkhardt ist das Album etwas poppiger und melancholischer gehalten. Es gibt deutliche Bezüge zu den 1990er Jahren. Den Gesang teilt er sich mit Sina Synapse, während die Arrangements überwiegend von Christian Schilgen stammen.

## Diskografie

### Alben
- 2023: Songs to Discuss in Therapy (Audiolith Records/Broken Silence)

### Singles
- 2023: Alles neu
- 2023: Songs to Discuss in Therapy
- 2023: D.A.R.E.
- 2023: 5 Sonnenstunden
- 2023: Bonusleben